# 若干皇后
若干皇后（？—？），代郡武川镇（今内蒙古自治区呼和浩特市武川县）人，西魏司空、长乐武烈公若干惠之女，西魏恭帝拓跋廓的皇后。
若干氏有容颜姿色，拓跋廓即位前，娶若干氏为妃。西魏恭帝元年（554年），拓跋廓即位为皇帝后，立若干氏为皇后，选冯翊王妃李稚华为保母，若干皇后之后出家为尼，在佛寺中去世，无谥号。

## 延伸阅读
[在维基数据编辑]
 《北史/卷013》，出自李延壽《北史》